# 抗原原罪
抗原原罪（こうげんげんざい original antigenic sin）とは、一度インフルエンザに感染した人がその時のインフルエンザ株の持っていたエピトープ以外のエピトープに対し、その免疫原性に関わらず反応できなくなっている現象のこと。この現象は、二次反応におけるナイーブリンパ球と記憶リンパ球との相互作用によって説明される。以下、理解に必要と思われる基本的概念と抗原がインフルエンザ変異株である場合（すなわち『抗原原罪』の単語が用いられる場合）との順で解説する。

## 概念
免疫系の正常な働きによって抗体やエフェクターＴ細胞が獲得されると、それらは同じ抗原に対して反応するナイーブリンパ球が活性化されるのを抑制する。これは抗原にさらされていない個体に特異抗体やエフェクターＴ細胞を移入することで観察される。既に免疫されている個体に特異抗原を投与してもナイーブＢ細胞は反応を示さないが、他の抗原には正常に反応する。

## 臨床応用
この現象はRh陰性の母体のRh陽性胎児に対する免疫反応を予防するのに応用されている。Rh陰性の母親に予めRh抗体を投与することで、胎児の赤血球表面にあるRh抗原に曝露しても反応しないようにしているのである。

## 作用機序
B細胞上の抗原レセプター（IgM抗体）が抗原抗体複合体を介してFcγRⅡのイソフォーム（FcγRⅡb）と架橋することでナイーブB細胞の活性化が抑制されるためであると考えられている。FcγRⅡbはB細胞のみに発現し、細胞内領域に食菌作用を抑制する配列をもつ。架橋によってB細胞抗原レセプターの活性化が抑制されるが、メモリーB細胞の反応は抑制されない。
類似した現象はT細胞、とりわけTc細胞にて観察される。同系マウスに感作T細胞を移入するとその抗原に対する特異的T細胞の活性化が抑制されるが、これはメモリーT細胞（CD8+）が迅速に活性化され細胞障害性を再獲得し、ナイーブT細胞（CD8+）を活性化するのに必要な抗原提示細胞を殺してしまうためであると考えられている。

## 抗原原罪とは
上記のように、以前に感染したインフルエンザ株（A株とする）と一部同様のエピトープを持つインフルエンザ株（B株）に感染したとき、A、B共通のエピトープに対する抗体は迅速に産生されるものの、Bには存在するがAには存在しないエピトープに対する抗体は対応するナイーブB細胞が抑制されるので、産生される抗体の量が著しく低くなる現象のことである。Aと同じエピトープを持たない株（C株）に感染したときはこのような現象は見られない。
なにゆえこのような機構が備わっているかは不明だが、ウイルス感染に対して最も迅速に対応できるB細胞のみを動員することになるので、個体にとっては有利に働くのかもしれない。